# Verzorgingsplaats Geulenkamp
Verzorgingsplaats Geulenkamp is een Nederlandse verzorgingsplaats aan de Nederlandse snelweg A18 in de richting Enschede → Zevenaar tussen afritten 2 en 1 in Wehl, gemeente Doetinchem.
In 2005 diende een stuk weg voor de verzorgingsplaats als proeflocatie voor het opwekken van energie met behulp van temperatuurverschillen in het wegdek. Zogenoemde thermokoppels in het wegdek zouden in staat zijn om die verschillen om te zetten in elektrische stroom. Rijkswaterstaat liet weten dat het principe werkt, maar dat de hoeveelheid opgewekte energie (nog) niet in verhouding staat met de kosten. Ook bleken de thermokoppels nog niet stevig genoeg om in het wegdek te worden geplaatst.
Bij de verzorgingsplaats ligt een tankstation van Shell en zijn oplaadpalen voor elektrische auto's aanwezig.
Aan de andere kant van de snelweg ligt verzorgingsplaats Stille Wald.
Richting Enschede:
Stille Wald
Richting Zevenaar:
Geulenkamp